# 태고의 달인
《태고의 달인》(太鼓の達人 타이코노 타츠진[*]) 또는 《북의 달인》은 남코(Namco, 현재 반다이남코게임즈(Bandai-Namco Games))가 제작, 발매한 컴퓨터·비디오 게임으로, 아케이드와 가정용 및 휴대용 게임기용으로 개발되었다. 일본의 축제 분위기와 북을 두드리는 방식의 간단한 조작이 특징인 음악 게임이다.

## 게임방식
기본적으로 게이머가 게임의 규칙에 따라 북채를 쥐고 칠 수 있는 부위는 태고의 면과 테두리이며 두 부위는 왼쪽과 오른쪽으로 나뉘지만, 반드시 왼쪽만을 또는 오른쪽만을 쳐야하는 경우가 없기에 매우 간단하다. 악보는 오른쪽에서 왼쪽으로 흐르며 정해진 규칙에 따라 판정선에 맞추어 치는 것으로 점수를 얻을 수 있다.
선택 화면에서는 처음하는 초보자를 위한 간단하게 게임하는 방법을 설명하는 트레이닝과 난이도 선택을 할 수 있는데, 난이도는 쉬움(かんたん/(칸탄), 보통(ふつう/후츠우), 어려움(むずかしい/무즈카시이), 극난이도(おに/오니)의 4가지가 존재한다. 여기서 난이도를 선택하지 않고 정해진 순서대로 테두리를 치면, 무즈카시이(어려움)보다 더욱 어려운 궁극의 오니 난이도에 악보가 흐르는 속도를 높이거나 악표를 보이지 않게 할 수 있는 히든 모드를 추가할 수 있다.
곡을 연주해서 화면 가장자리에 위치한 타마시이(혼) 게이지(魂ゲージ)가 노란색까지 올라간 상태에서 곡을 마치면, 점수와 콤보, 판정에 따라 다음 곡을 연주하게 된다. 단 첫 판에서 실패할 경우에는, 넓은 철제 쟁반을 맞고 난이도에 따라 회생여부를 정할 수 있는 부활 룰렛을 돌려 あたり에서 멈추면, 다음 곡을 이어서 연주할 수 있다. 그러나 아무것도 없는 부분에서 멈추면 그대로 게임이 끝나는데, 특수모드를 걸었던 경우에도 그대로 게임이 끝난다. 특수모드와 두 번째 곡부터는 부활룰렛이 없고 태고의 달인 11부터는 부활룰렛 대신 부활연타가 나온다.
태고의 달인 11부터 14까지는 타이틀 화면에서 태고의 가장자리를 교대로 20번 치는 것으로 하즈레 보면이 플레이 가능하다.
단, 태고의 달인 신기판에서부터는 오니 칸에서 오른쪽 캇을 10번 두드리면 파란색으로 변하며 하즈레 보면이 등장한다.
기본적 악표는 동(빨간색) 캇(파란색) 큰동(큰빨간색) 큰캇(큰파란색) 연타(긴노란색) 풍선(나팔모양) 이 있고,
그 외에 고구마,격돌,폭탄,더블악표,큰연타악표,소고 등이 있다.

## 용어

### 음표
- 동(쿵)(ドン)

북의 면을 친다.
- 캇(딱)(カッ)

북의 테두리를 친다.
- 연타(連打)

북의 면이나 테두리를 연타한다. 놓쳤을 때의 핸디캡이 없으므로 체력적으로 지쳤을 때 그냥 보낼 수 있다.
- 대음표 (쿵(대),딱(대))(ドン(大) , カッ(大))

색에 맞춰 북의 면이나 테두리를 친다. 단 북의 양쪽이나 한쪽을 어느 세기 이상으로 쳐야 전체 점수를 받을 수 있으며, 한쪽을 약하게 치는 경우에는 점수를 전체의 1/2 밖에 받을 수 없다.(북 센서의 역치값이 아주 높지 않으면 대부분 전체 점수를 받는다.) Wii의 타타콘 및 리모콘 플레이에서는 무조건 양쪽을 같이 쳐야 한다.
- 풍선 연타(グキ連打)

일단 와다 형제는 입에 풍선을 물게 된다. 주어진 숫자만큼 치면 풍선이 부풀어 올라 터지고 얼굴에는 떡고물(?)이 묻으며 무지개가 그루브 메타까지 그려진다. 뒤의 음표에 나올 때까지 치지 않고 놔두면, 와다 동(또는 캇츠)는 실망하며 입에서 풍선을 뗀다. 판정은 노란 음표와 같다.(테두리는 안됨)
- 더블 음표(手つなぎ音符)

둘이서 할 경우, 커다란 음표가 서로에게 손을 뻗고 있는 모양으로 나온다. 세게 또는 양손으로 치지 않아도 된다.
- 방울 동(すずどん音符)

PSP판 전용 음표, 스틱을 주어진 숫자만큼 돌려 점수를 얻는다. 빨리 돌릴수록 따로 점수를 받으며, 포터블2에서도 나오고 있는 동안 계속 돌리면 가산점을 받는다.
- 고구마 연타(イモ連打)

주어진 숫자만큼 면(테두리는 안됨)을 쳐서 고구마를 먹어치우는데, 계속 칠 때마다 와다 동(또는 캇츠)의 몸이 점점 확대되고 고구마는 반대로 사라져 간다. 고구마를 다 먹은 후에 제자리로 돌아갈때까지 치면 개별적으로 높은 점수가 더해진다. 둘이서 할 경우, 하나의 고구마를 공유하며 서로 먹기 위해 경쟁하는데, 많이 먹은 쪽이 점수를 추가 점수를 얻는다. 판정은 노란 음표와 같다. 가정용은 5대째, 업소용은 7번째 추가되었으며, 가정용 8대째, 업소용 8번째에서 빨리 칠수록 높은 점수를 얻도록 바뀌었다.
- 뎅뎅 음표(でんでん音符)

DS판 전용 음표. 안쪽과 바깥쪽을 번갈아 친다.
- 아이템 음표(アイテム音符)

DS,Wii,3DS(?) 대전플레이에서 나오는 음표. 좋거나 나쁘게 아이템이 무작위로 나온다.
- 거대 음표 (巨大音符)

Wii에서 새롭게 등장. 위의 커다란 음표보다 더 크다. 치면 작은 음표가 여러개(난이도에 따라 다르다) 로 나뉜다.
- 폭탄 음표 (ばくだん音符)

DS 2,3,Wii 2,3DS 스토리모드 대결할 때 나오는 음표이다. 치면 플레이어의 체력이 깍인다.
- 격돌 음표 (ゲキトツ音符)

Wii 2 스토리 모드에 나오는 음표다. 연타를 친 수에 따라 결과가 달라진다.
- 박 음표 (くすだま音符)

태고의 달인 신기판이 나올 때 생긴 음표이다. 고구마 연타랑 같다.(운동회의 박터트리기 박이랑 비슷하다.)

### 속도 관련
- 2배속(ばいそく/바이소쿠)

노트가 날아오는 속도가 2배가 된다.
- 3배속(さんばい/산바이)

노트가 날아오는 속도가 3배가 된다.
- 4배속(よんばい/욘바이)

노트가 날아오는 속도가 4배가 된다.

### 음표 관련
- 뒤집기(あべこべ/아베코베)

노트의 동과 캇이 바뀌어 출현한다.
- (きまぐれ/키마구레) 랜덤(でたらめ/데타라메)

키마구레: 보면이 조금씩 랜덤으로 나온다
데타라메: 보면이 전부 랜덤으로 나온다
(난이도 차이)

### 스폐셜
- 자동(オート/오토)

이 옵션을 걸면 와다 동의 자리에는 메카동이, 와다 캇츠의 자리에는 메카캇츠가 나와서 전량을 한다. 단 이 모드는 어디까지나 감상용이므로 점수는 기록되지 않는다.
- 가리기(ドロン/도롱)

노트가 보이지 않는다. 단, 노트 밑에 따라서 나오는 구음은 없어지지 않는다.
- 완벽(かんぺき/칸베키)

하나라도 틀리면 바로 결과화면으로 돌아가, 클리어 실패가 된다.(그때의 노르마 게이지는 상관없음) 아케이드판에는 없음.

## 수록곡
주로 J-POP이나 애니메이션의 주제곡과 클래식, 그리고 남코 오리지널(아이돌 마스터 주제곡 포함)이라는 명칭으로 묶은 자사의 타 게임의 음악이 주로 수록된다. 장르는 크게 J-POP, 게임 뮤직, 남코 오리지널, 클래식, 아니메, 버라이어티 등으로 구분된다.
역대 수록곡은 (일본어) 태고의 달인 홈페이지 보관됨 2011-09-02 - 웨이백 머신 에 버전별로 나와 있고, 곡명을 검색할 수도 있다. K-POP(대한민국 음악)은 일본에 한류 열풍을 불러일으켰던 겨울연가의 주제가인 〈처음부터 지금까지〉, 보아의 〈발렌티〉, 그리고 카라의 〈Mister〉가 있다.

## 출시 정보

### 아케이드 게임

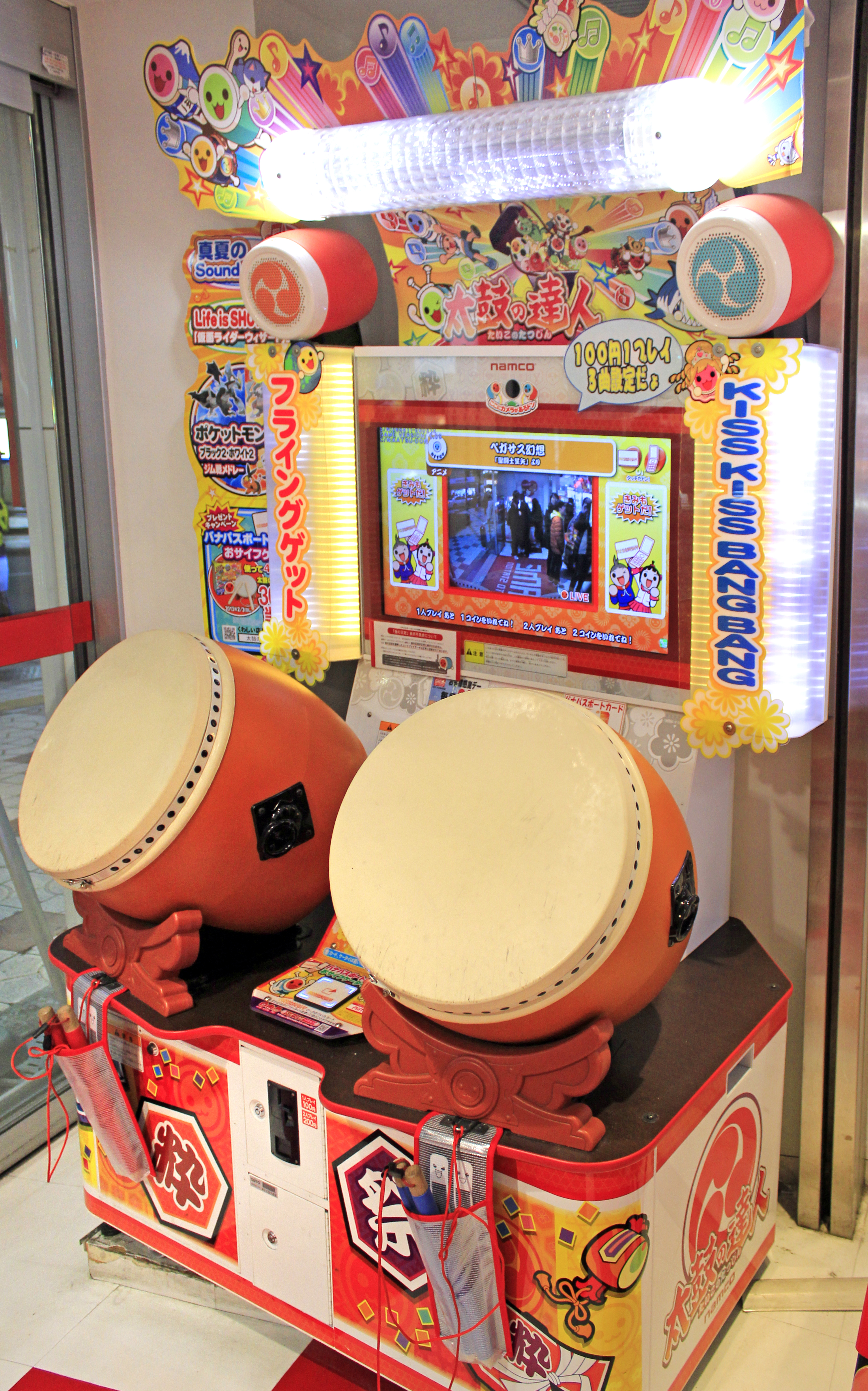
아케이드판 기기

- 太鼓の達人

2001년 2월 21일 - 25곡
- 太鼓の達人２

2001년 8월 6일 - 36곡
- 太鼓の達人３

2002년 3월 15일 - 32곡
- 太鼓の達人４

2002년 12월 12일 - 49곡
- 太鼓の達人５

2003년 10월 6일 - 54곡
- 太鼓の達人６

2004년 7월 15일 - 58곡
- 太鼓の達人７

2005년 7월 15일 - 80곡
- 太鼓の達人８

2006년 3월 23일 - 90곡
- 太鼓の達人９

2006년 12월 20일 - 100곡
- 太鼓の達人１０

2007년 7월 26일 - 105곡
- 太鼓の達人１１

2008년 3월 11일 - 114곡
- 太鼓の達人１１　亞洲版

2008년 4월 15일 - 114곡
- 太鼓の達人１２

2008년 12월 11일 - 115곡
- 太鼓の達人１２　亞洲版

2009년 6월 14일 - 145곡
- 太鼓の達人１２　ド～ン！と増量版

2009년 7월 23일 - 158곡
- 太鼓の達人１３

2009년 12월 17일 - 161곡
- 太鼓の達人１４

2010년 9월 8일 - 175곡
- 新　太鼓の達人

2011년 11월 16일 - 162곡
- 太鼓の達人（ＫＡＴＳＵ－ＤＯＮ）

2012년 7월 25일 - 214곡
- 太鼓の達人（ソライロｖｅｒ．)

2013년 3월 13일 - 293곡
- 太鼓の達人（モモイロｖｅｒ．)

2013년 12월 11일 - 361곡
- 太鼓の達人（モモイロｖｅｒ．アジア版）

2014년 1월 27일 - 361곡
- 太鼓の達人（キミドリｖｅｒ．）

2014년 7월 16일 - 388곡

### 플레이스테이션 2
- 太鼓の達人 タタコンでドドンがドン

2002년 10월 24일 발매 - 30곡
- 太鼓の達人 ドキッ! 新曲だらけの春祭り

2003년 3월 27일 발매 - 34곡
- 太鼓の達人 あっぱれ三代目

2003년 10월 30일 발매 - 39곡
- 太鼓の達人 わくわくアニメ祭り

2003년 12월 18일 발매 - 19곡
- 太鼓の達人 あつまれ! 祭りだ!! 四代目

2004년 7월 22일 발매 - 40곡
- 太鼓の達人 ゴー! ゴー! 五代目

2004년 12월 19일 발매 - 45곡
- 太鼓の達人 TAIKO DRUM MASTER

(US)2004년 10월 26일 발매 - 31곡
(JP)2005년 3월 17일 발매 - 33곡
- 太鼓の達人 とびっきり! アニメスペシャル

2005년 8월 4일 발매 - 40곡
- 太鼓の達人 わいわいハッピー! 六代目

2005년 12월 8일 발매 - 48곡
- 太鼓の達人 ドカッ！と大盛り 七代目

2006년 12월 7일 발매 - 48곡

### 플레이스테이션 포터블(psp판)
- 太鼓の達人 ぽ～たぶる

2005년 8월 4일 발매 - 38 + 22 곡
- 太鼓の達人 ぽ～たぶる2

2006년 9월 7일 발매 - 62 + 24 + 20 곡
- 太鼓の達人 ぽ～たぶるDX

2011년 7월 14일 발매 - 70 + 97곡

### 닌텐도 DS
- 太鼓の達人 DS タッチでドコドン

2007년 7월 26일 발매 - 35곡
- 太鼓の達人 DS 7つの島の大冒險

2008년 4월 24일 발매 - 50곡
- 太鼓の達人 DS ドロロン!ヨーカイ大決戦!!

2010년 7월 1일 발매 - 총 51곡

### Wii
- 太鼓の達人 Wii

2008년 12월 11일 발매 - 70곡
- 太鼓の達人 Wii ドドーンと２代目!

2009년 11월 19일 발매 - 70곡
- 太鼓の達人 Wii みんなでパーティ☆３代目

2010년 12월 2일 발매 - 71곡
- 太鼓の達人 Wii 決定版

2011년 11월 23일 발매 - 105곡
- 太鼓の達人Wii 超ごうか版

2012년 11월 29일 발매 - 105곡

### Wii U
太鼓の達人　Ｗｉｉ　Ｕば～じょん！
2013년 11월 21일 발매 - 103곡

### 닌텐도 3DS
- 太鼓の達人　ちびドラゴンと不思議なオーブ

2012년 7월 12일 발매 - 55곡
- 太鼓の達人　どんとかつの時空大冒険

2014년 6월 26일 발매 - 2014년 7월 20일 기준 68곡(DLC구매로 곡 추가 가능)

### iOS
- 太鼓の達人　人気曲ぱっく

2010년 2월 1일 - 5곡
- 太鼓の達人　人気曲ぱっく２

2010년 4월 15일 - 5곡
- 太鼓の達人＋(プラス)

-5곡(DLC구매로 곡 추가 가능.)

### 안드로이드
太鼓の達人 AR (태고의달인 AR) (일본에서 사용가능)
太鼓の達人 AR 妖怪バトル(태고의달인 요괴배틀) (2011년 상반기 출시, 일본에서사용가능)
太鼓の達人 +(태고의달인 플러스)

### 모바일
태고의 달인
2011년 3월 29일 출시(정보이용료 : 4000원)

### 플랫폼별 특징
아케이드 판은 커다란 북이 설치된 기기를 통해 게임을 플레이하며, 가정용 게임기(플레이스테이션2)용의 경우 타타콘이라 불리는 전용 컨트롤러로 북을 두드리는 느낌을 살리고 있다. 그리고 닌텐도 DS 판은 터치 스크린 기능을 이용한 전용 컨트롤러인 파치펜을 통해 아케이드 판의 느낌을 살리려 한 점이 특징이다. 그러나, 플레이스테이션 포터블 판은 하드웨어 구조의 한계로 전용 컨트롤러가 없다.
태고의 달인 Wii가 2008년 12월 11일에 발매되었지만 XBOX판 태고의 달인은 없고 태고산지로, 태고산난토카(현재는 저작권 문제로 개발, 배포가 중지되었다)등 PC판의 경우 공식적으로 나온 게 아니라 팬들에 의해 창작판으로 제작된 것이다.(Osu!에서도 태고의달인 모드가 있다.)

### 太鼓の達人 12, 太鼓の達人 12 亞洲版
太鼓の達人 12는 2008년 12월 11일에 발매되었고 2009년 7월 14일에 太鼓の達人 12 亞洲版이 발매되었다.
太鼓の達人 12의 곡수는 112+3.
亞洲版은 太鼓の達人 12에서만 패치 가능하고 곡수는 143+2.
- 은폐곡

2009년 7월 6일까지 태고팀의 타카하시가 은폐곡의 정보를 태고의 달인 돈더페이지의 top.swf에 저장해 놓았다.
그래서 지금 니코니코동화에 은폐곡 정보를 추출한 한 유저가 은폐곡들을 동영상으로 만들어 투고해놓았다.
현재 은폐곡 예상 수는 10곡.
- 1차 해금

2009년 8월 27일에 정식 해금 커맨드가 공개되었다.
해금된 곡은 亜空間遊泳ac12.5 (아공간유영ac12.5), 闇の魂 (어둠의 혼).
그리고 エンジェル ドリーム (Angel Dream)의 하즈레 보면이 추가되었다.
- 2차 해금

2009년 9월 10일에 정식 해금 커맨드가 공개되었다.
해금된 곡은 I Want, トッカータとフーガとロック (토카타와 푸가와 Rock).
그리고 風雲！バチお先生 (풍운! 바치오 선생)의 하즈레 보면이 추가되었다. 곡이 4분 정도로 늘어난다.
- 3차 해금

2009년 9월 24일에 정식 해금 커맨드가 공개되었다.
해금된 곡은 友情ぽっぷ (우정 팝), ドドドドドンだフル！ (도도도도돈더풀!).
그리고 もりのくまさん (모리노 쿠마상)의 하즈레 보면이 추가 되었다.
- 4차 해금

2009년 10월 1일에 정식 해금 커맨드가 공개되었다.
해금된 곡은 ハロー！ハロウィン (Hallo! Halloween), Naked Glow.
그리고 らんぶる乱舞 (Rumble 난무)의 하즈레 보면이 추가되었다.
- 5차 해금

2009년 10월 15일에 정식 해금 커맨드가 공개되었다.
해금곡은 画竜点睛 (화룡점정), 燎原ノ舞 (요원의 춤).

### 太鼓の達人 13
2009년 12월 17일에 太鼓の達人 13이 발매되었다.
현재 시점의 곡수는 154곡.
- 은폐곡

2010년 1월 28일에 정식 1차 해금 커맨드가 공개되었다.
해금된 곡은 われら無敵のドコン団 (우리는 무적의 도콘단), 塊オンザウィングス (카타마리 On The Swings).
그리고 Many wow bang!의 하즈레 보면이 추가되었다.
2010년 3월 11일에 정식 2차 해금 커맨드가 공개되었다.
해금된 곡은 夢色コースター(꿈색 코스터),蛻変~transformation~(태변~transformation~)
태변은 하즈레 보면도 추가되었다.
2010년 4월 8일에 블로그에 타카하시가 mint tears 해금 방법을 공개하였다
1.인기 순위곡 No.7 또는 No.6 곡에서 5칸 오른쪽에 있는곡을 플레이 한다,단 지역마다 혹은 난이도마다 다를수가 있다
2.시간을 97,87,77 식으로 일의자리 숫자가 '7'이 되면 타이밍에 맞추어 플레이를 한다
3.선택된 곡은 3가 이내에 풀콤해야 된다
이렇게 하면 mint tears 가 나온다
단 해금을 해도 해금을 한 난이도에서만 나온다고 한다
2010년 4월 22일에 정식 3차 해금 커맨드가 공개되었다.
해금된 곡은 きみのあかり(너의 등불),mint tears
그리고 練習曲Op.10-4(연습곡 op.10-4)의 하즈레 보면이 추가되었다.
2010년 4월 1일 만우절 거짓말로 "하즈레 커맨트(양쪽캇을 번갈아가며 20회치는것)를 걸고 양쪽 북의 오른쪽 캇을 각각 250번씩 합이 500이 되도록 두드리면 해금곡이 해금된다."고 알려졌던 것이 실제로 해금되는 것으로 알려졌다. 위 방법대로 하즈레 진입 후 양쪽 북의 오른쪽 캇을 각각 250번씩 합이 500이 되도록 두드리면 태고의달인 13 타이틀의 숫자 13이 사라지게 되는데, 그 후 게임을 시작하면 남코 오리지널곡 카테고리 맨 오른쪽에 키다루마2000(황달마2000)라는 곡이 해금된다.레벨은 오니에서 레벨1(2000시리즈가 아니다.) 그 곡의 초반부터 거의 끝까지의 보면에는 모스부호가 숨겨져 있다고 하는데, 오니의 경우, 모스부호가 "메이드찻집 메이드선술집 메이드게임센터 메이드야채가게 메이드이발소"로 해석된다.(무즈카시의 경우는 메이드 사장 메이드 장관 메이드 감독 메이드 아빠 메이드 가이로 해석된다.)

### 太鼓の達人（アジア版）（モモイロｖｅｒ．）
- 동포인트 해금(どんポイントで解禁)
  - 少女の神の粒子
  - アレキサンダーのテーマ
  - そつおめしき

- 포상샵에서 구입(ごほうびショップで購入) - 아시아판에서 불가능 (아직 구현되지 않음)
  - きみのあかり
  - 夢色コースター
  - ナックルヘッズ* URBAN FRAGMENTS
  - 久遠の夜
  - トッカータとフーガとロック

- 칭호획득으로 해금(称号獲得で解禁)
  - 万戈イム－一ノ十 : 아시아판에서 불가능 (아직 수록되지 않음)
  - 万戈イム－一ノ十를 플레이(전도 해금) or 단위도장「10단」합격

- 恋文2000 : 아시아판에서 불가능 (아직 수록되지 않음)

복장「ヘビメタ」를 착용하고 1코인 내에 곡명에 [恋、愛、LOVE、ラブ]가 들어간 곡을 골라 전부 풀콤보
- <恋文2000 대상곡>
  - サラバ、愛しき悲しみたちよ
  - 365日のラブストーリー。
  - ラブレター
  - Love Forever
  - Highschool love!
  - 恋の処方箋
  - 太鼓ラブ！
  - LOVE戦!!
  - 恋文2000

- Many wow bang! : 아시아판 기본 해금

- ケチャドン2000 : 아시아판 기본 해금

- おばけのお仕事 : テルミン狂想曲를 클리어

- テルミン狂想曲 : ミーナのおやしき를 클리어

- 夜桜謝肉祭 : 1코인 내에 百花繚乱, The Carnivorous Carnival을 풀콤보

(※ 실패했을 경우 1코인 내에서 다시 해도 소용없음)
- 旋風ノ舞【地】: 1코인 내에 天妖ノ舞, 旋風ノ舞【天】을 풀콤보

(※ 실패했을 경우 1코인 내에서 다시 해도 소용없음)
- キミと響くハーモニー : 1코인 내에 3DS에 수록되어있는 곡만을 플레이

- らいとにんぐ ぱっしょん : 2P 측에서 1인플레이,

1코인 내에 サンバ アレグリーア, らんぶる乱舞, らいとにんぐ ぱっしょん만 골라서 풀콤보
- dance storm : 1P 측에서 1인플레이,

1코인 내에 Rotter Tarmination, ドドンガド～ン, dance storm만 골라서 풀콤보
- 風のファンタジー : 특정 복장(姫ギャル、たつどし、ゆうしゃ 중 아무거나 하나)을 착용,

1코인 내에 エンジェル ドリーム이나 パステル ドリーム만 골라서 풀콤보
- 十露盤2000 : 1코인 내에 10이나 十나 ×, 또는「十」의 한자가 붙는 곡을 전부 골라 풀콤보
- <十露盤2000 대상곡>
  - 海賊戦隊ゴーカイジャー
  - 十面相 colorful ver.
  - 練習曲Op.10-4
  - 序曲 ドラゴンクエストXより
  - 迅風丸
  - 十露盤2000

- The Carnivorous Carnival : タイコタイム(裏) 에「데타라메」를 걸고 풀콤보

또는 伝説の祭り 에「데타라메」를 걸고 풀콤보
- きたさいたま200 : 1코인 내에 きたさいたま2000이나 きたさいたま200만 플레이

- はやさいたま2000 : 1코인 내에 さいたま2000이나 はやさいたま2000만 골라서 플레이

그 중 1회 이상「바이소쿠」이상으로 풀콤보

## 창작판
니코니코 동화에서 태고의 달인 창작판 동영상이 심심치 않게 발견된다. 이 창작판에서는 메모장으로 명령어를 입력해 본작에 수록되지 못한 음악으로 직접 만들 수 있다.

## 등장인물
캐릭터 디자인은 요코오 유키코(横尾有希子)가 맡았다.

## 클레이메이션
2005년 4월 4일, 코구마 마츠코 감독이 3분 길이의 클레이메이션으로 제작하였고 키즈 스테이션에서 방영되었다. DVD는 총 4권이 발매되었다.